# Попеску, Елена
Еле́на Попе́ску (рум. Elena Popescu, 6 сентября 1989, Кишинёв, Молдавская ССР, СССР) — молдавская легкоатлетка, выступавшая в беге на средние дистанции. Участница летних Олимпийских игр 2012 года.

## Биография
Елена Попеску родилась 6 сентября 1989 года в Кишинёве.
В 2011 году стала чемпионкой Молдавии в беге на 800 метров, а также в помещении на дистанциях 400 и 800 метров.
В 2012 году снова выиграла чемпионат Молдавии в помещении на 800-метровке.
В том же году участвовала в чемпионате мира по лёгкой атлетике в помещении в Стамбуле. В беге на 800 метров в полуфинальном забеге заняла последнее, 5-е место, несмотря на то что установила личный рекорд (2 минуты 5,24 секунды).
В 2012 году вошла в состав сборной Молдавии на летних Олимпийских играх в Сиднее. Выступала в беге на 800 метров. В четвертьфинальном забеге заняла последнее, 6-е место с результатом 2 минуты 6,94 секунды, уступив 5,75 секунды ставшей четвёртой и квалифицировавшейся в полуфинал Роз Мари Альмансе с Кубы.

## Личные рекорды
- Бег на 800 метров — 2.00,64 (28 мая 2012, Ялта)[3]
- Бег на 400 метров (в помещении) — 59,35 (5 февраля 2011, Кишинёв)[3]
- Бег на 800 метров (в помещении) — 2.05,24 (9 марта 2012, Стамбул)[3]